# Hjortholm (Fodslette Sogn)
 For alternative betydninger, se Hjortholm. (Se også artikler, som begynder med Hjortholm)
Hjortholm nævnes første gang som Fodslettegaard i 1509. Navnet Hjortholm er fra 1601 og gården er nu en Hovedgård. Gården ligger i Fodslette Sogn, Langelands Sønder Herred, Svendborg Amt, Langeland Kommune. Hovedbygningen er opført i 1789.
Hjortholm Gods er på 440,8 hektar

## Ejere af Hjortholm
- (1509-1536) Markvard Hvas
- (1536-1575) Jens Markvardsen Hvas
- (1575-1602) Melchior Jensen Hvas
- (1602-1608) Abel Knudsdatter Akeleye gift Hvas
- (1608-1610) Slægten Hvas
- (1610-1623) Niels Gaas
- (1623-1637) Hilleborg Pors gift Gaas
- (1637) Christen Nielsen Gaas
- (1637-1638) Kirsten Nielsdatter Gaas gift Kaas
- (1638-1676) Erik Nielsen Kaas
- (1676-1677) Kirsten Nielsdatter Gaas gift Kaas
- (1677-1701) Niels Eriksen Kaas
- (1701-1714) Anna Margrethe Nielsdatter Banner gift Kaas
- (1714-1744) Christian Nielsen Banner Kaas
- (1744-1754) Niels Rasmussen
- (1754-1780) Christiane Zumbildt gift von Kragenskiold
- (1780-1782) Johan Christopher von Kragenskiold
- (1782) Mads Christensen
- (1782-1823) Christen Madsen Christensen
- (1823-1863) Julianus Jensen Hastrup
- (1863-1883) Christopher Ludvig Julianusen Hastrup
- (1883-1896) Adolf Julianus Christophersen Hastrup
- (1896-1916) Christian Johan Frederik lensgreve Ahlefeldt-Laurvig
- (1916-1928) Hans Benedict greve Ahlefeldt-Laurvig
- (1928-1932) Jacob de Neergaard
- (1932-1972) Christian Carl greve Ahlefeldt-Laurvig
- (1972-) Hans Benedict greve Ahlefeldt-Laurvig